# 1908 Pobeda
1908 Pobeda (1972 RL2) là một tiểu hành tinh vành đai chính được phát hiện ngày 11 tháng 9 năm 1972 bởi N. Chernykh ở Nauchnyj.